# Julie Bowen
Julie Bowen (* 3. března 1970, Baltimore, Maryland, Spojené státy americké) je americká filmová a televizní herečka.

## Životopis
Narodila se jako Julie Bowen Luetkemeyer v Baltimoru v Marylandu jako prostřední ze tří dcer, Suzanne a Johnovi Alexanderovi Luetkemeyerovi mladšímu. Je britského, irského, francouzského a německého původu. Její starší sestra, Molly Luetkemeyer, je interiérová designérka a objevila se v pořadu Clean Sweep a její mladší sestra, Annie Luetkemeyer, je lékařka na University of California v San Francisku a specializuje se na léčbu HIV/AIDS.
Byla vychovávána v přesměstí Ruxtonu, navštěvovala Calvert, Garrison Forest School a také St. George's School, Newport na Rhode Island. Byla přijata na Brown University se specializací na italské renesanční studie. Svůj první rok studia strávila ve Florencii v Itálii. Během studia měla role ve hrách Guys and Dolls, Stage Door a Lemon Sky. Před absolvováním měla hlavní roli v nezávislém snímku Five Spot Jewel.

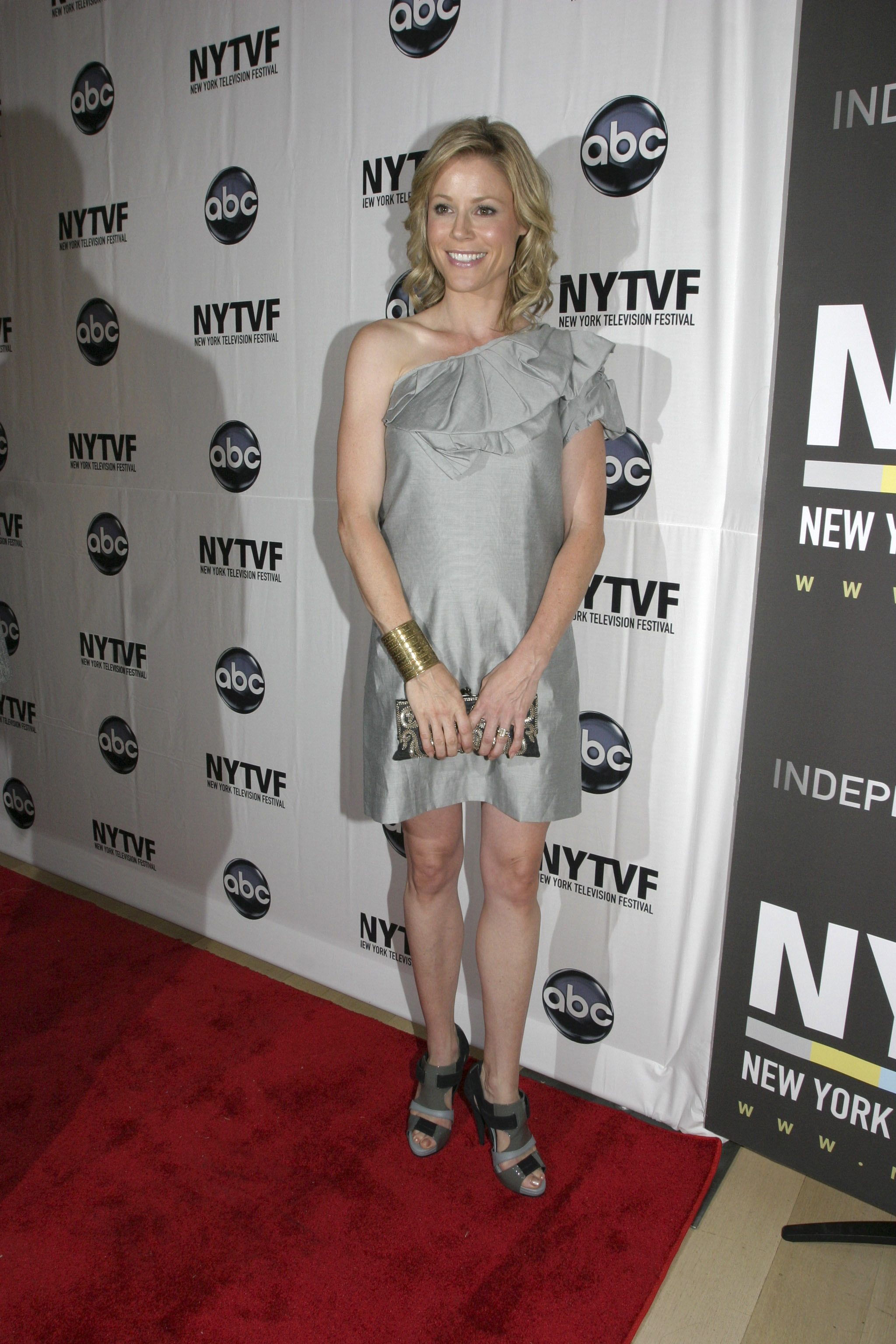
Bowen v září 2009

## Kariéra
Po absolvování měla roli v seriálu Loving a její debut v televizním vysílání přišel v epizodě seriálu Prváci. V roce 1994 také měla hlavní roli v televizním filmu Runaway Daughters, kde hrál také Paul Rudd.
Hrála ve filmech Rivalové, Americký vlkodlak v Paříži a Multiplicity. V televizi hostovala v seriálech Správná pětka, Podivné náhody a měla vedlejší roli v seriálu Pohotovost jako přítelkyně doktora Cartera.
Poprvé upoutala větší pozornost v televizním seriálu Ed, kde hrála středoškolskou učitelku angličtiny, Carol Vessey. Poté hostovala jako Sarah Shephard v pěti epizodách seriálu Ztraceni. Na podzim 2005 se přidala k obsazení seriálu Kauzy z Bostonu, kde hrála právničku Denise Bauer. V roce 2007 seriál opustila a v roce 2008 v seriálu několikrát hostovala. V roce 2008 měla vedlejší roli v seriálu Tráva.
Mezi lety 2009 až 2020 hrála Claire Dunphy v sitcomu Taková moderní rodinka. 18. září 2011 vyhrála za svou roli cenu Emmy v kategorii nejlepší herečka ve vedlejší roli v komediálním seriálu.

## Osobní život
9. září 2004 si vzala realitního investora a softwarového vývojáře Scotta Philipse. Jejich první syn, Oliver McLanahan Phillips, se narodil 10. dubna 2007 v Los Angeles. 8. května 2009 se jim narodila dvojčata John a Gustav. V roce 2018 se rozvedli.
Bowen od svých dvaceti let nosí kardiostimulátor kvůli bradykardii. 

## Filmografie
| Film       | Film                                      | Film                           | Film                                                |
| Rok        | Název                                     | Role                           | Poznámky                                            |
| ---------- | ----------------------------------------- | ------------------------------ | --------------------------------------------------- |
| 1992       | Five Spot Jewel                           | Doris                          |                                                     |
| 1996       | Confessions of a Sleep Addict             | P.J.                           |                                                     |
| 1996       | Rivalové                                  | Virginia Venit                 |                                                     |
| 1996       | Jako vejce vejci                          | Robin                          |                                                     |
| 1997       | Americký vlkodlak v Paříži                | Amy Finch                      |                                                     |
| 2001       | You're Killing Me                         | Jamie Quinn                    |                                                     |
| 2001       | Amy's Orgasm                              | Nikki                          |                                                     |
| 2001       | Venus and Mars                            | Lisa                           |                                                     |
| 2001       | K.O.                                      | Meg Harper                     |                                                     |
| 2002       | Stella Shorts 1998–2002                   | Matka příroda                  |                                                     |
| 2005       | Děti Ameriky                              | ředitelka Wellerová            |                                                     |
| 2005       | Partneři                                  | Katherine                      |                                                     |
| 2007       | Sex 100+1                                 | Fiona Wormwood                 |                                                     |
| 2010       | Crazy on the Outside                      | Christy                        |                                                     |
| 2011       | Velký skok                                | Amy                            |                                                     |
| 2011       | Šéfové na zabití                          | Rhonda Harkin                  |                                                     |
| 2012       | Conception                                | Tiffany                        |                                                     |
| 2012       | Knife Fight                               | Peaches                        |                                                     |
| 2014       | Letadla 2: Hasiči a záchranáři            | Lil' Dipper (hlas)             |                                                     |
| 2018       | Life of the Party                         | Marcie Strong                  |                                                     |
| 2019       | Girl Code                                 | Colleen                        | krátký film                                         |
| 2020       | Hubieho Halloween                         | Violet Valentine               |                                                     |
| 2021       | Následky                                  | Patricia Cavell                |                                                     |
| 2021       | Směska                                    | Gail                           |                                                     |
| 2023       | Naprostý zabiják                          | Pam Hughes                     |                                                     |
| 2025       | Rivalové 2                                | Virginia Venit Gilmore         |                                                     |
| Televize   |                                           |                                |                                                     |
| Rok        | Název                                     | Role                           | Poznámky                                            |
| 1992       | Loving                                    | Steffy                         | díl: „Episode #1.2269“                              |
| 1993       | Lifestories: Families in Crisis           | Chris                          | díl: „No Visible Bruises – The Kate Koestner Story“ |
| 1993       | Prváci                                    | Kristie Lewis                  | díl: „Educating David“                              |
| 1993       | Acapulco HEAT                             | Danielle Perkins               | díl: „Code Name - Body Double“                      |
| 1994       | Runaway Daughters                         | Angie Gordon                   | TV film                                             |
| 1994       | Where Are My Children?                    | Kirstie                        | TV film                                             |
| 1995       | Extreme                                   | Andie McDermott                | 7 dílů                                              |
| 1996       | Správná pětka                             | Shelley                        | díl: „Unfair Advantage“                             |
| 1996       | Podivné náhody                            | Leigh Anne                     | díl: „Healing Hands“                                |
| 1998       | Trojka                                    | Amanda Webb                    | 2 díly                                              |
| 1998–1999  | Pohotovost                                | Roxanne Please                 | 9 dílů                                              |
| 1999       | Poslední muž na planetě Zemi              | Hope Chayse                    | TV film                                             |
| 2000       | Oh Baby                                   | Nikky                          | díl: „What It Should Be and What It Is“             |
| 2000       | Dawsonův svět                             | Aunt Gwen                      | díl: „Stolen Kisses“                                |
| 2000–2004  | Ed                                        | Carol Vessey                   | 83 dílů                                             |
| 2002       | Liga spravedlivých                        | Fury (hlas)                    | 2 díly                                              |
| 2005       | Jake in Progress                          | Brooke                         | 4 díly                                              |
| 2005–2007  | Ztraceni                                  | Sarah Shephard                 | 5 dílů                                              |
| 2005–2008  | Kauzy z Bostonu                           | Denise Bauer                   | 52 dílů                                             |
| 2007       | Wainy Days                                | Cheryl                         | Webový seriál díl: „Tough Guy“                      |
| 2008       | Tráva                                     | Lisa                           | 7 dílů                                              |
| 2008       | Zákon a pořádek: Útvar pro zvláštní oběti | Gwen Sibert                    | díl: „Trials“                                       |
| 2009       | True Jacksonová                           | Claire Underwood               | díl: „True Takes Iceland“                           |
| 2009       | Můj přítel Monk                           | Marilyn Brody/Patrice Gesner   | díl: „Pan Monk a tyran “                            |
| 2009–2020  | Taková moderní rodinka                    | Claire Dunphy                  | Hlavní role                                         |
| 2011       | Scooby-Doo: Záhady s.r.o.                 | Marion Spartan (hlas)          | díl: „Attack of the Headless Horror“                |
| 2013       | Talking Bad                               | Sama sebe                      | díl: „Blood Money“                                  |
| 2014, 2017 | Griffinovi                                | Claire Dunphy/Samu sebe (hlas) | 2 díly                                              |
| 2015       | Childrens Hospital                        | První dáma                     | díl: „Codename: Jennifer“                           |
| 2016       | Bude líp                                  | Samu sebe                      | díl: „Sam/Pilot“                                    |
| 2017–2020  | Na vlásku: Seriál                         | Královna Arianna (hlas)        | 17 dílů                                             |
| 2017       | The Mindy Project                         | Daisy                          | díl: „Leo's Girlfriend“                             |
| 2018       | LA to Vegas                               | Gwen (hlas)                    | díl: „The Affair“                                   |
| 2018       | DuckTales                                 | (hlas)                         |                                                     |
| 2019–2021  | Kačeří příběhy                            | Penumbra                       | 7 dílů                                              |
| 2021       | Larry, kroť se                            | Gabby McAfee                   | díl: „IRASSHAIMASE!“                                |
| 2022       | Americký táta                             | Trashelle (hlas)               | díl: „Langley Dollar Listings“                      |
| 2024       | Hysterie!                                 | Linda Campbell                 | hlavní role                                         |

## Ocenění a nominace
| Rok  | Ocenění                                     | Kategorie                                                         | Práce                          | Výsledek  |
| ---- | ------------------------------------------- | ----------------------------------------------------------------- | ------------------------------ | --------- |
| 2001 | Online Film & Television Association Awards | nejlepší seriálová herečka v hlavní roli: komedie                 | Ed                             | nominace  |
| 2001 | Online Film & Television Association Awards | nejlepší seriálová herečka v novém seriálu                        | Ed                             | nominace  |
| 2006 | Screen Actors Guild Awards                  | nejlepší seriálové obsazení: drama                                | Kauzy z Bostonu                | nominace  |
| 2007 | Screen Actors Guild Awards                  | nejlepší seriálové obsazení: drama                                | Kauzy z Bostonu                | nominace  |
| 2008 | Screen Actors Guild Awards                  | nejlepší seriálové obsazení: drama                                | Kauzy z Bostonu                | nominace  |
| 2009 | Screen Actors Guild Awards                  | nejlepší seriálové obsazení: drama                                | Kauzy z Bostonu                | nominace  |
| 2009 | Satellite Awards                            | nejlepší seriálová herečka v hlavní roli: muzikál nebo komedie    | Taková moderní rodinka         | nominace  |
| 2010 | Satellite Awards                            | nejlepší herečka ve vedlejší roli: seriál, minisérie nebo TV film | Taková moderní rodinka         | nominace  |
| 2010 | Cena Emmy                                   | nejlepší seriálová herečka ve vedlejší roli: komedie              | Taková moderní rodinka         | nominace  |
| 2010 | Online Film & Television Association Awards | nejlepší seriálová herečka ve vedlejší roli: komedie              | Taková moderní rodinka         | nominace  |
| 2010 | Gold Derby Awards                           | nejlepší seriálové obsazení: komedie                              | Taková moderní rodinka         | vítězství |
| 2010 | Gold Derby Awards                           | nejlepší seriálová herečka ve vedlejší roli: komedie              | Taková moderní rodinka         | nominace  |
| 2010 | Screen Actors Guild Awards                  | nejlepší seriálové obsazení: komedie                              | Taková moderní rodinka         | nominace  |
| 2011 | Screen Actors Guild Awards                  | nejlepší seriálové obsazení: komedie                              | Taková moderní rodinka         | vítězství |
| 2011 | Critics' Choice Television Awards           | nejlepší seriálová herečka ve vedlejší roli: komedie              | Taková moderní rodinka         | nominace  |
| 2011 | Online Film & Television Association Awards | nejlepší seriálová herečka ve vedlejší roli: komedie              | Taková moderní rodinka         | nominace  |
| 2011 | Cena Emmy                                   | nejlepší seriálová herečka ve vedlejší roli: komedie              | Taková moderní rodinka         | vítězství |
| 2012 | Cena Emmy                                   | nejlepší seriálová herečka ve vedlejší roli: komedie              | Taková moderní rodinka         | vítězství |
| 2012 | Critics' Choice Television Awards           | nejlepší seriálová herečka ve vedlejší roli: komedie              | Taková moderní rodinka         | vítězství |
| 2012 | Gold Derby Awards                           | nejlepší seriálová herečka ve vedlejší roli: komedie              | Taková moderní rodinka         | nominace  |
| 2012 | Golden Nymph Awards                         | nejlepší seriálová herečka ve vedlejší roli: komedie              | Taková moderní rodinka         | nominace  |
| 2012 | Online Film & Television Association Awards | nejlepší seriálová herečka ve vedlejší roli: komedie              | Taková moderní rodinka         | nominace  |
| 2012 | TV Guide Awards                             | nejoblíbenější herečka                                            | Taková moderní rodinka         | nominace  |
| 2012 | Screen Actors Guild Awards                  | nejlepší seriálové obsazení: komedie                              | Taková moderní rodinka         | vítězství |
| 2012 | Screen Actors Guild Awards                  | nejlepší seriálová herečka v hlavní roli: komedie                 | Taková moderní rodinka         | nominace  |
| 2013 | Screen Actors Guild Awards                  | nejlepší seriálové obsazení: komedie                              | Taková moderní rodinka         | vítězství |
| 2013 | Gold Derby Awards                           | nejlepší seriálová herečka ve vedlejší roli: komedie              | Taková moderní rodinka         | nominace  |
| 2013 | Golden Nymph Awards                         | nejlepší seriálová herečka ve vedlejší roli: komedie              | Taková moderní rodinka         | nominace  |
| 2013 | Online Film & Television Association Awards | nejlepší seriálová herečka ve vedlejší roli: komedie              | Taková moderní rodinka         | nominace  |
| 2013 | Cena Emmy                                   | nejlepší seriálová herečka ve vedlejší roli: komedie              | Taková moderní rodinka         | nominace  |
| 2014 | American Comedy Awards                      | nejlepší seriálová herečka ve vedlejší roli: komedie              | Taková moderní rodinka         | nominace  |
| 2014 | Cena Emmy                                   | nejlepší seriálová herečka ve vedlejší roli: komedie              | Taková moderní rodinka         | nominace  |
| 2014 | Gold Derby Awards                           | nejlepší seriálová herečka ve vedlejší roli: komedie              | Taková moderní rodinka         | nominace  |
| 2014 | Golden Nymph Awards                         | nejlepší seriálová herečka ve vedlejší roli: komedie              | Taková moderní rodinka         | vítězství |
| 2014 | Online Film & Television Association Awards | nejlepší seriálová herečka ve vedlejší roli: komedie              | Taková moderní rodinka         | nominace  |
| 2014 | Screen Actors Guild Awards                  | nejlepší seriálové obsazení: komedie                              | Taková moderní rodinka         | vítězství |
| 2014 | Women's Image Network Awards                | nejlepší seriálová herečka: komedie                               | Taková moderní rodinka         | nominace  |
| 2015 | Behind the Voice Actors Awards              | Nejlepší ženský hlasový výkon ve filmu                            | Letadla 2: Hasiči a záchranáři | nominace  |
| 2015 | Gold Derby Awards                           | nejlepší seriálová herečka ve vedlejší roli: komedie              | Taková moderní rodinka         | nominace  |
| 2015 | Cena Emmy                                   | nejlepší seriálová herečka ve vedlejší roli: komedie              | Taková moderní rodinka         | nominace  |
| 2015 | Online Film & Television Association Awards | nejlepší seriálová herečka ve vedlejší roli: komedie              | Taková moderní rodinka         | nominace  |
| 2015 | Screen Actors Guild Awards                  | nejlepší seriálová herečka v hlavní roli: komedie                 | Taková moderní rodinka         | nominace  |
| 2015 | Screen Actors Guild Awards                  | nejlepší seriálové obsazení: komedie                              | Taková moderní rodinka         | nominace  |
| 2016 | Critics' Choice Television Awards           | nejlepší seriálová herečka ve vedlejší roli: komedie              | Taková moderní rodinka         | nominace  |
| 2016 | Screen Actors Guild Awards                  | nejlepší seriálové obsazení: komedie                              | Taková moderní rodinka         | nominace  |
| 2017 | Screen Actors Guild Awards                  | nejlepší seriálové obsazení: komedie                              | Taková moderní rodinka         | nominace  |
| 2018 | Behind the Voice Actors Awards              | Nejlepší obsazení: TV speciál/přímo-na-dvd/krátkometrážní film    | Tangled: Before Ever After     | nominace  |